# Grupo director
En química orgánica, un grupo director (DG, del inglés, Directing Group) es un sustituyente en una molécula o ion que facilita las reacciones al interactuar con un reactivo. El término generalmente se aplica a la activación del enlace C-H de hidrocarburos, donde se define como un "resto coordinador (un "ligando interno"), que dirige un catalizador metálico hacia la proximidad de un cierto enlace C-H. En un ejemplo bien conocido, el grupo cetona en la acetofenona es el grupo director en la reacción de Murai.

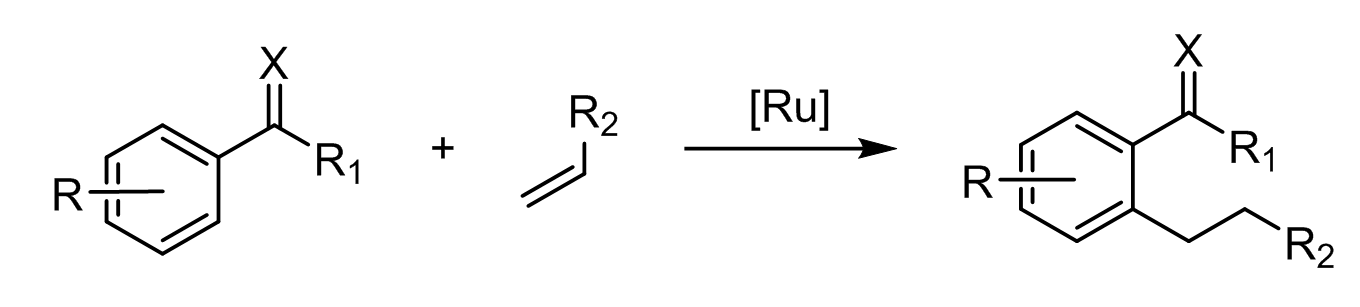
Reacción de Murai. X = Grupo director.

La reacción de Murai está relacionada con la orto metalación dirigida, una reacción se aplica típicamente a la litiación de anillos aromáticos sustituidos.